# Rhytiphora

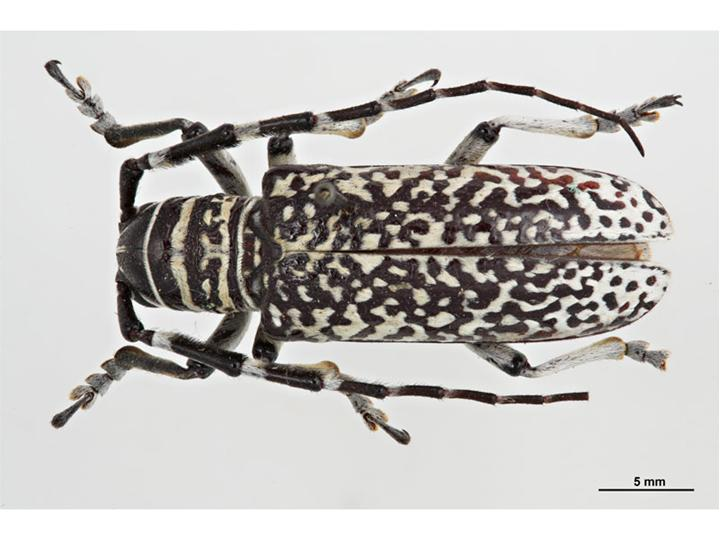
Rhytiphora saundersii

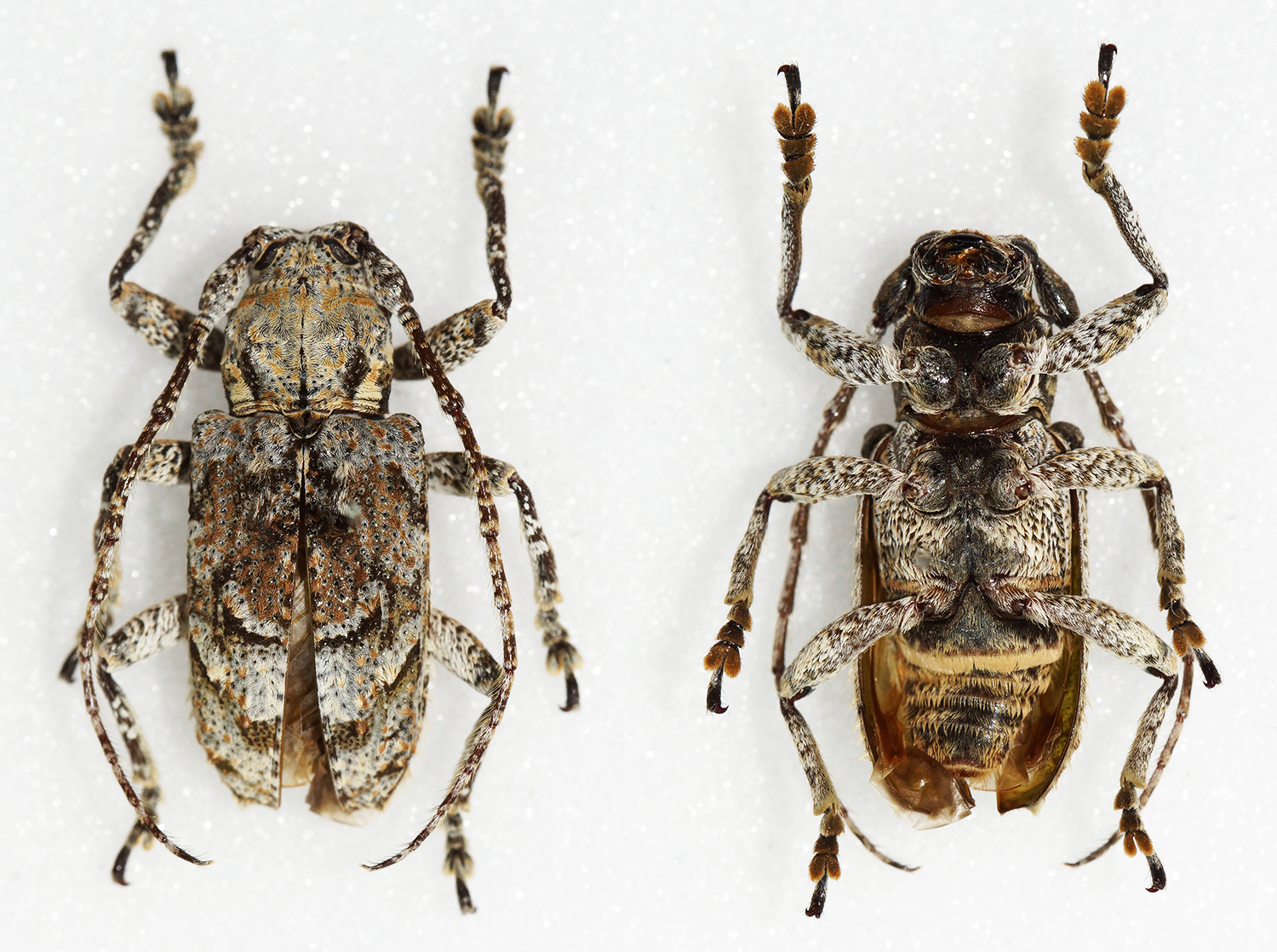
Rhytiphora maculicornis

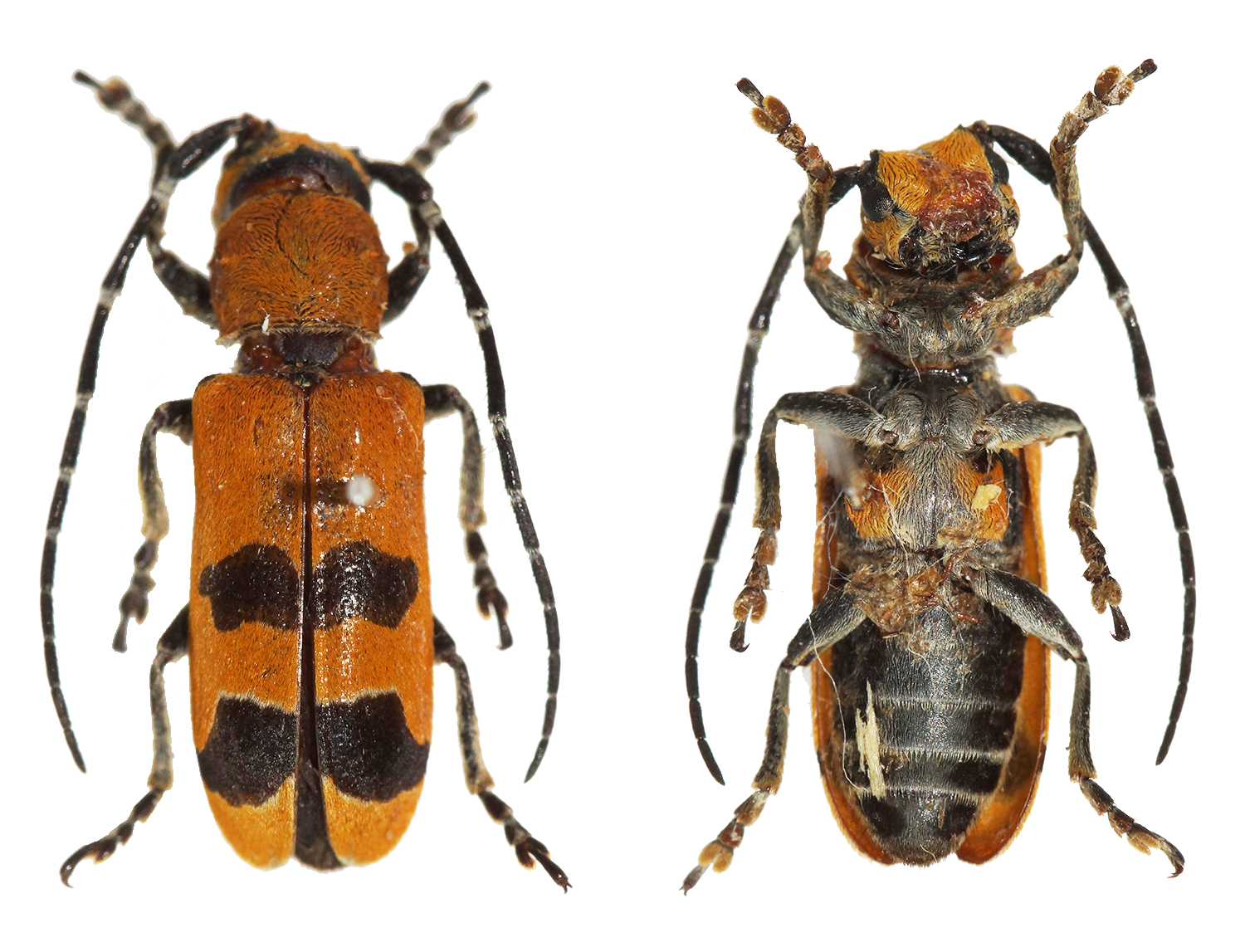
Rhytiphora diva

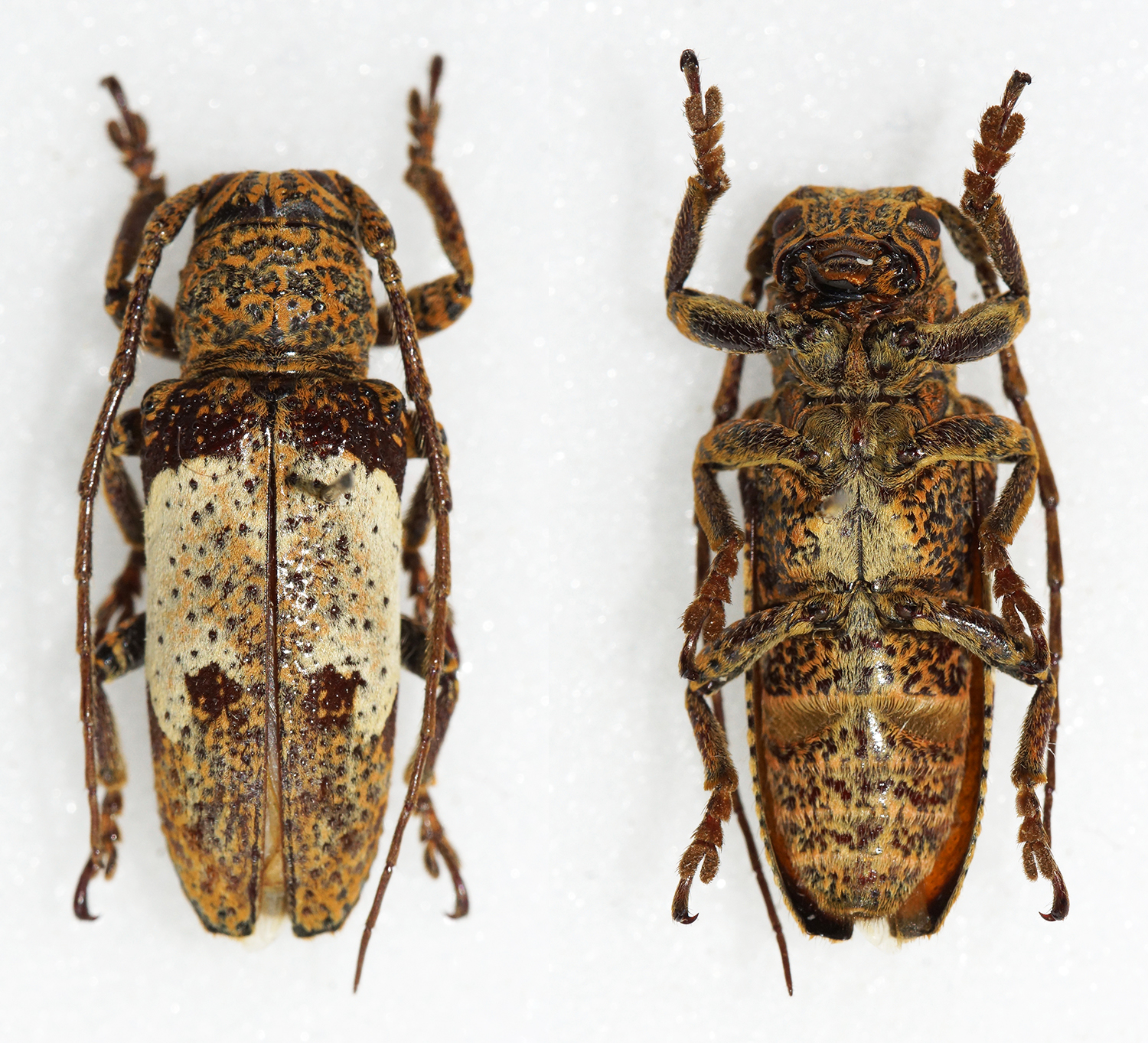
Rhytiphora pustulosum spp. pustulosum

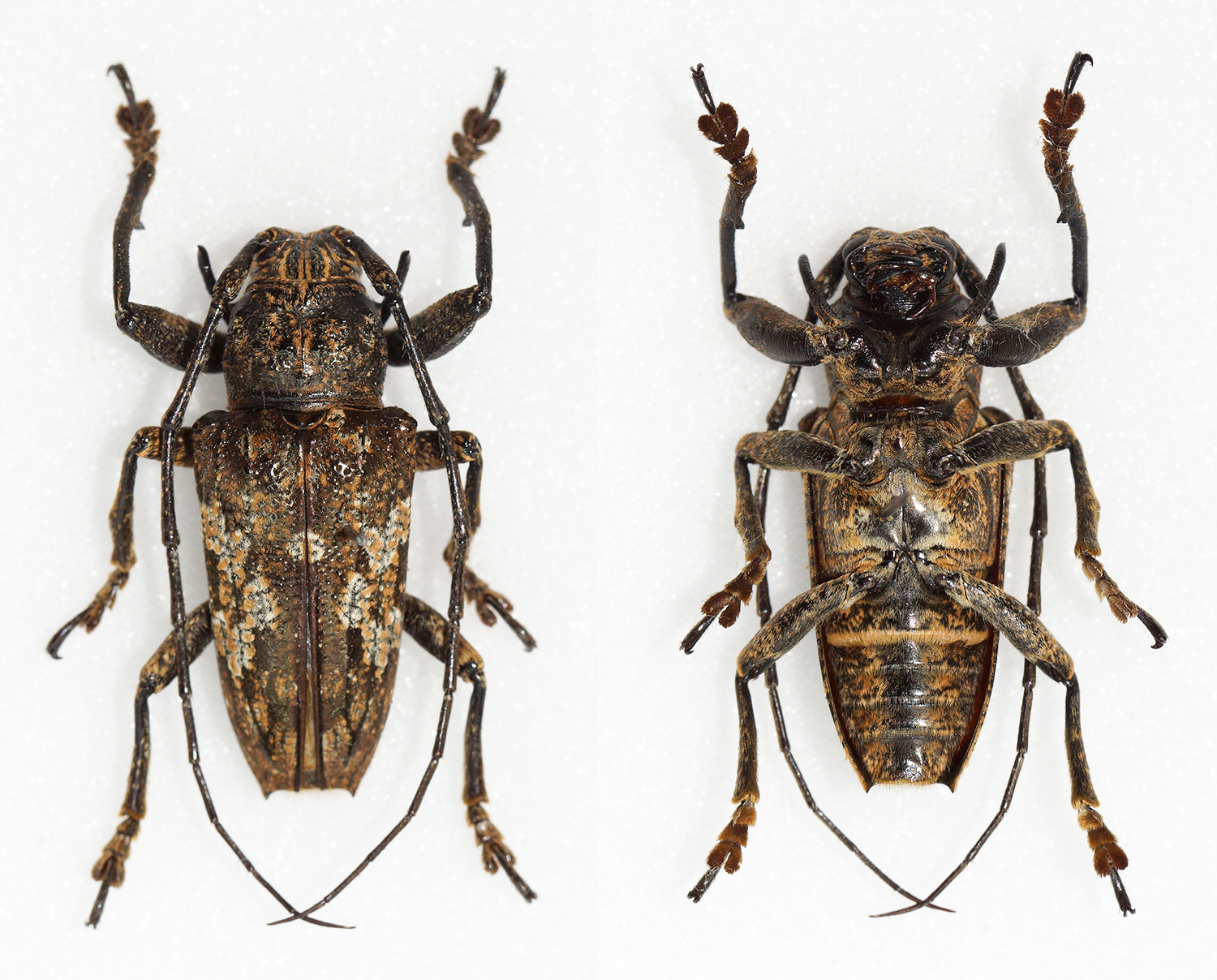
Rhytiphora metutus

Rhytiphora – rodzaj chrząszczy z rodziny kózkowatych i podrodziny zgrzypikowych. 

## Zasięg występowania
Przedstawiciele tego rodzaju występują w Australii, zach. Oceanii oraz w Azji Południowo-Wschodniej.

## Systematyka
Do Rhytiphora należą 184 gatunki:

- Rhytiphora affinis
- Rhytiphora albicollis
- Rhytiphora albisparsa
- Rhytiphora albocincta
- Rhytiphora albolateralis
- Rhytiphora albolateraloides
- Rhytiphora alboplagiata
- Rhytiphora albospilota
- Rhytiphora amicula
- Rhytiphora anaglypta
- Rhytiphora antennalis
- Rhytiphora apiculata
- Rhytiphora arctos
- Rhytiphora argentata
- Rhytiphora argenteolateralis
- Rhytiphora argus
- Rhytiphora armatula
- Rhytiphora astrolabei
- Rhytiphora atomaria
- Rhytiphora australica
- Rhytiphora barnardi
- Rhytiphora basalis
- Rhytiphora basaloides
- Rhytiphora basicristata
- Rhytiphora biroi
- Rhytiphora bispinosa
- Rhytiphora blackburni
- Rhytiphora buruensis
- Rhytiphora cairnsi
- Rhytiphora cana
- Rhytiphora capreola
- Rhytiphora caprina
- Rhytiphora cerviniapex
- Rhytiphora cinerascens
- Rhytiphora cinnamomea
- Rhytiphora collaris
- Rhytiphora confusa
- Rhytiphora corrhenoides
- Rhytiphora costulatus
- Rhytiphora cowleyi
- Rhytiphora crucensis
- Rhytiphora cruciata
- Rhytiphora cylindrica
- Rhytiphora dallasii
- Rhytiphora dawsoni
- Rhytiphora decipiens
- Rhytiphora delicatula
- Rhytiphora demarzi
- Rhytiphora denisoniana
- Rhytiphora dentipes
- Rhytiphora deserti
- Rhytiphora detrita
- Rhytiphora devota
- Rhytiphora dispar
- Rhytiphora dispersa
- Rhytiphora diva
- Rhytiphora dunni
- Rhytiphora escalonai
- Rhytiphora excisa
- Rhytiphora farinosa
- Rhytiphora fasciata
- Rhytiphora ferruginea
- Rhytiphora fraserensis
- Rhytiphora frenchi
- Rhytiphora fulvescens
- Rhytiphora fumata
- Rhytiphora fuscostictica
- Rhytiphora gallus
- Rhytiphora gracilis
- Rhytiphora grammicus
- Rhytiphora granulosa
- Rhytiphora guttulata
- Rhytiphora hathlioides
- Rhytiphora heros
- Rhytiphora iliaca
- Rhytiphora intertincta
- Rhytiphora lanosa
- Rhytiphora lateralis
- Rhytiphora laterialba
- Rhytiphora laterivitta
- Rhytiphora lenta
- Rhytiphora lepida
- Rhytiphora leprosa
- Rhytiphora leucolateralis
- Rhytiphora lineellus
- Rhytiphora lobata
- Rhytiphora macleayi
- Rhytiphora macularia
- Rhytiphora maculicornis
- Rhytiphora marmorata
- Rhytiphora marmorea
- Rhytiphora melanocephalus
- Rhytiphora metutus
- Rhytiphora mista
- Rhytiphora mjoebergi
- Rhytiphora modestus
- Rhytiphora molitorius
- Rhytiphora morata
- Rhytiphora multispinis
- Rhytiphora multituberculata
- Rhytiphora murina
- Rhytiphora murinus
- Rhytiphora neglecta
- Rhytiphora neglectoides
- Rhytiphora nigrita
- Rhytiphora nigropunctata
- Rhytiphora nigroscutellata
- Rhytiphora nigrosparsa
- Rhytiphora nigrovirens
- Rhytiphora nodosa
- Rhytiphora obenbergeri
- Rhytiphora obliqua
- Rhytiphora obscura
- Rhytiphora obsoleta
- Rhytiphora ochreobasalis
- Rhytiphora ochreomarmorata
- Rhytiphora ochrescens
- Rhytiphora odewahni
- Rhytiphora pallidus
- Rhytiphora parafarinosa
- Rhytiphora parantennalis
- Rhytiphora pascoei
- Rhytiphora pedicornis
- Rhytiphora persimilis
- Rhytiphora petrorhiza
- Rhytiphora piligera
- Rhytiphora piperitia
- Rhytiphora polymita
- Rhytiphora posthumeralis
- Rhytiphora pseudomurinus
- Rhytiphora pubiventris
- Rhytiphora pulcherrima
- Rhytiphora pulverulens
- Rhytiphora pustulosum
- Rhytiphora quadrilineatus
- Rhytiphora queenslandensis
- Rhytiphora regularis
- Rhytiphora rosei
- Rhytiphora rotundipennis
- Rhytiphora rubeta
- Rhytiphora rubriventris
- Rhytiphora rufa
- Rhytiphora rugicollis
- Rhytiphora saga
- Rhytiphora saintaignani
- Rhytiphora salomonum
- Rhytiphora sannio
- Rhytiphora satelles
- Rhytiphora saundersii
- Rhytiphora sellata
- Rhytiphora setifera
- Rhytiphora sherbockensis
- Rhytiphora simsoni
- Rhytiphora solandri
- Rhytiphora sospitalis
- Rhytiphora spinosa
- Rhytiphora subargentata
- Rhytiphora subfulvescens
- Rhytiphora subminiata
- Rhytiphora subregularis
- Rhytiphora subtuberculata
- Rhytiphora tenimberensis
- Rhytiphora timorlautensis
- Rhytiphora torquata
- Rhytiphora transversefasciata
- Rhytiphora transversesulcata
- Rhytiphora transversevittata
- Rhytiphora truncata
- Rhytiphora tuberculigera
- Rhytiphora undata
- Rhytiphora uniformis
- Rhytiphora ursus
- Rhytiphora variolosa
- Rhytiphora vermiculosa
- Rhytiphora vestigialis
- Rhytiphora vicaria
- Rhytiphora villosa
- Rhytiphora virgatus
- Rhytiphora viridescens
- Rhytiphora viridis
- Rhytiphora wallacei
- Rhytiphora waterhousei
- Rhytiphora waterstradti
- Rhytiphora ziczac